# Трговина људима у Руанди
Трговина људима у Руанди је ратификовала Протокол УН о трговини људима из 2000. године у септембру 2003. 
Руанда је 2010. године била извор и, у мањој мери, одредишна земља за жене и децу изложене трговини људима, посебно условима принудног рада и комерцијалне сексуалне експлоатације. Девојке из Руанде су експлоатисане у присилном ропству у породици унутар земље; нека од ове деце су доживела физичко или сексуално злостављање у домаћинству свог послодавца. Старије жене нудиле су рањивим млађим девојкама собу и исхрану, на крају их гурнувши на проституцију да би платиле за своју издржавање. У ограниченим случајевима, ову трговину су омогућиле жене које су снабдевале жене клијентима или лабаво организоване мреже проституције, од којих неке делују у средњим школама и на универзитетима. Руандска деца су такође тргована у Уганду, Танзанију и друге земље у региону ради принудног пољопривредног рада, комерцијалне сексуалне експлоатације и кућног ропства, понекад након што су их врбовали вршњаци. У Руанди је било извештаја о изолованим случајевима који укључују жртве трговине децом из суседних земаља. За разлику од претходних година, 2009. није било назнака да је Национални конгрес за одбрану народа (ЦНДП) преварио или регрутовао Конгоанске мушкарце и дечаке из избегличких кампова у Руанди, као и Руанданце из оближњих градова, на присилни рад и војници у Демократској Републици Конго . 
У 2009. години Влада Руанде није у потпуности испоштовала минималне стандарде за елиминацију трговине људима; међутим, уложила је значајне напоре да то учини. Током 2009. године, влада је донела нови закон о раду који забрањује принудни рад и поробљавање деце ; напредне ревизије кривичног закона које садрже одредбе против трговине људима кроз законодавни процес; отворио центар за бригу о жртвама родно заснованог насиља, укључујући жртве трговине људима; и покренула кампању подизања свести о комерцијалној сексуалној експлоатацији деце . Руанда је и даље једина афричка земља у којој влада предузима практично све активности везане за демобилизацију и реинтеграцију бивше деце војника . Док владини званичници брзо препознају и реагују на сумњиве случајеве транснационалне трговине децом, неки званичници не верују да је унутрашња трговина људима могућа због мале величине земље и ефикасних безбедносних мера владе. Додатна обука је веома потребна да би се повећала свест службеника о природи трговине људима и да би се обезбедиле практичне вештине за реаговање на њу. 
Канцеларија америчког Стејт департмента за праћење и борбу против трговине људима ставила је земљу на „Листу за посматрање другог нивоа“ 2017.  До 2023. године, земља је прешла у категорију Ниво 2. 
Индекс организованог криминала је 2023. дао Руанди оцену 5 од 10 за трговину људима, уз напомену да је строжа безбедност граница смањила број жртава које су извођене из земље. 

## Тужилаштво (2009)
Владини напори за спровођење закона у борби против трговине људима су скромно порасли током периода извештавања. Закон Руанде не забрањује све облике трговине људима, иако постојећи кривични закони и закони о раду забрањују ропство, принудни рад, принудну проституцију и дечју проституцију, према којима трговци могу бити кривично гоњени. Закон бр. 58/2008 забрањује, али не дефинише, трговину људима ради сексуалне експлоатације и прописује казне од 15 до 20 година затвора. Влада је у мају 2009. године донела „Закон који регулише рад у Руанди“ (13/2009), који забрањује принудни рад и прописује казну од три до пет година затвора; такође забрањује подвргавање деце ропству, трговини децом, дужничком ропству, принудном раду, оружаном сукобу и дечјој проституцији, а за ова дела прописује казну од шест месеци до 20 година затвора . Све заједно, ове казне су довољно строге и сразмерне казнама прописаним за друга тешка кривична дела, као што је силовање . У децембру 2009. године, Представнички дом парламента усвојио је ревизије Кривичног закона, које садрже чланове који дефинишу и забрањују трговину људима; кривични закон је сада у разматрању у Сенату . Посебан нацрт свеобухватног закона о борби против трговине људима остао је на разматрању. 
Влада није процесуирала ниједно кривично дело трговине људима у 2009. Полиција је истражила и проследила на кривично гоњење најмање два случаја сумње у трговину децом; од марта 2010. године, Национално јавно тужилаштво још увек истражује ове случајеве, а оба су укључивала одрасле особе ухапшене са децом на граници са Угандом. Инспектори рада су упозоравали и изрицали новчане казне против оних који су запошљавали децу на црно; ниједан случај принудног рада није изнесен на суд. Док је влада обезбедила обуку о сексуалним злочинима и злочинима над децом као део стандардног наставног плана и програма полицијске обуке, службеници за спровођење закона нису прошли обуку која се односи на трговину људима. Међутим, полицајци су 2009. године одржали две презентације о трговини људима окружним полицијским командирима и високим полицијским званичницима 

## Заштита (2009)
Са изузетком бриге о бившој деци борцима, од којих су многа жртве трговине људима, влада је укупно пружила мало заштитних услуга жртвама. Комисија за демобилизацију и реинтеграцију Руанде (РДРЦ), уз Светску банку и ограничено финансирање владе, наставила је рад центра за децу бивше борце у Мухазију, који је обезбедио тромесечну бригу о деци коју је из ДРЦ вратила Мисија УН у Конго . Након иницијалног скрининга у центру за демобилизацију одраслих у Мутобоу, 49 деце је стигло у центар 2009. године и седморо у јануару 2010. године. РДРЦ је радио са локалним властима и невладином организацијом на лоцирању породица деце, а социјални радници су сензибилизирали породице пре повратка њиховог детета; 2009. године 75 деце је поново спојено са својим породицама. Током фазе реинтеграције, отприлике 10 процената деце је ушло у формално образовање, 40 процената је добило стручну обуку, а 50 процената се бавило активностима које доносе приход. 
У јулу 2009, полиција, УНИЦЕФ и фондација којом председава прва дама Руанде отворили су Исанге центар, холистички центар на једном месту који пружа медицинске прегледе, саветовање, краткорочно склониште и полицијску помоћ жртвама родно заснованог насиља., укључујући жртве трговине људима. Овај једногодишњи пилот пројекат, који се налази у болници Националне полиције, пружио је услуге за 367 жртава родно заснованог насиља у периоду од јула до децембра 2009. године, од којих су 218 била деца. Полицијски штаб у Кигалију водио је телефонску линију и собу за прегледе за жртве родно заснованог насиља; оба су имала саветнике и могле су их користити жртве трговине људима. Потпуно опремљене собе за преглед су такође биле оперативне у Гасабу и Рвамагани. Свака полицијска станица широм земље има одјел за родна питања, обученог службеника и програм за информисање јавности. Током године, међутим, полиција је хапсила девојке које су се бавиле проституцијом и заточила их у транзитном центру Гикондо у Кигалију; неке девојке су тамо држане три до шест месеци упркос томе што нису биле оптужене за злочин или проверене за виктимизацију. Влада није развила систем за проактивну идентификацију жртава трговине људима међу рањивим популацијама нити је креирала процес упућивања да би се такве жртве пребациле пружаоцима услуга на негу. Влада је охрабривала жртве да учествују у истрагама кривичних дела трговине људима. Осим што омогућавају боравак од месец дана, постојећи законски статути не пружају страним жртвама трговине људима законске алтернативе за њихово удаљење у земљу у којој се могу суочити са тешкоћама или одмаздом . 

## Превенција (2009)
Владини напори у борби против трговине људима су се повећали током периода на који се овај извештај односи. Док владини званичници брзо препознају и реагују на сумњиве случајеве транснационалне трговине децом, неки званичници верују да интерна трговина људима није могућа због мале величине Руанде и ефикасности владиних безбедносних мера. Такође постоји општи недостатак разумевања међу општом популацијом шта представља трговину људима. У мају 2009. Министарство омладине и Национална комисија за контролу АИДС-а осмислили су и покренули, уз финансирање страних донатора, шестомесечну кампању против комерцијалне сексуалне експлоатације деце, кампања под називом "Синигуриша!" (Нисам на продају!), укључујући ТВ и радио спотове, штампане материјале, билборде и догађаје у заједници. Током овог периода, Министарство јавних служби и рада (МИФОТРА) је обучило 30 владиних окружних инспектора рада како да идентификују и реагују на случајеве дечијег рада ; инспектори су одржавали тромјесечне обуке за послодавце и локалне власти о питањима дјечјег рада. У фебруару и марту 2010. МИФОТРА је спровела кампање у сваком округу како би сензибилизирала послодавце у приватном сектору и њихове запослене на Закон о раду из 2009. године, укључујући одредбе против коришћења дечијег рада. Окружне радне групе за дечији рад састајале су се двапут месечно и спроводиле активности сензибилисања о опасностима и незаконитости искоришћавања дечијег рада. У марту 2010. године, локалне власти и безбедносно особље у Гакенкеу применили су окружне прописе о дечијем раду тако што су на пијаци затворили 350 ученика основних школа, од којих су неке родитељи натерали да носе и продају робу уместо да иду у школу. Пре пуштања деце на слободу, начелник округа је саветовао њихове родитеље да искористе прилику за бесплатно школовање. Полиција и службеници за имиграцију задржали су строге мере граничне контроле које су биле кључна компонента за спречавање прекограничне трговине људима. Влада је обезбедила обуку о родној осетљивости и сексуалној експлоатацији за руандске трупе пре њиховог распоређивања у мировне мисије УН у Дарфуру . 